# Euplectromorpha formosus
Euplectromorpha formosus är en stekelart som beskrevs av Wijesekara och Schauff 1994. Euplectromorpha formosus ingår i släktet Euplectromorpha och familjen finglanssteklar.
Artens utbredningsområde är Sri Lanka. Inga underarter finns listade i Catalogue of Life.